# Слоновщина
Слоновщина в Средновековна България е наричана определен вид такса, спомената във Виргинската грамота на цар Константин Асен (1257 - 1277). Може да се разглежда като разновидност на кошарщината и се заплаща от зависимото население за правото да ползва пасищата, намиращи се в държавни или феодални (светски или черковни) земи, както и да прави на тях леки постройки (навеси, колиби).